# Chelonus curtigenis
Chelonus curtigenis är en stekelart som först beskrevs av Vladimir Ivanovich Tobias 1989.  Chelonus curtigenis ingår i släktet Chelonus och familjen bracksteklar. Inga underarter finns listade i Catalogue of Life.